# 20 años (álbum de Luis Miguel)
20 años es el séptimo álbum de estudio del cantante mexicano Luis Miguel, lanzado al mercado por Warner Music Group Latina el 18 de mayo de 1990. El album vendió más de 5 millones de copias. 

## Producción
El álbum fue producido por el compositor y productor musical español Juan Carlos Calderón, que ya había trabajado en los cuatro anteriores álbumes de Luis Miguel. 20 años fue un éxito masivo en América Latina y los Estados Unidos.
Todos las canciones del álbum fueron lanzados como sencillos, de éstos, seis fueron los más exitosos: "Entrégate", "Tengo todo excepto a ti", "Amante del amor", "Hoy el aire huele a ti", "Más allá de todo", "Será que no me amas". Esta última, versión del tema "Blame It on the Boogie", tuvo una coreografía muy popular en América Latina.
Adicional a estos, se lanzó un sencillo en inglés titulado Before the dawn, versión en dicho idioma del tema Entrégate, para su promoción en Reino Unido y Estados Unidos.[cita requerida] El escaso éxito obtenido, provocó que fuera la primera y única vez que Luis Miguel grabara versiones en inglés de sus canciones, ya que el tema únicamente logró llegar al puesto 94 en Reino Unido. Otras dos canciones habían sido grabadas en este idioma para ser promocionadas, estas fueron We Are In A Vision (Fria como el viento) y Somebody In Your Life (Alguien como tú), pero finalmente no fueron publicadas.
Las interpretaciones especiales de trompeta en "Hoy el aire huele a tí" fueron cortesía de Herb Alpert, mientras que, en los coros, participó la actriz y cantante estadounidense Martika.

## Lanzamiento y recepción
En 1991, el álbum recibió una nominación a los Premios Grammy en la categoría de mejor álbum de pop latino y al Premio Lo Nuestro en la categoría de mejor álbum pop del año.
Fue el álbum de consolidación del artista, batiendo un récord de ventas en México, al lograr vender 600 000 durante el primer fin de semana de su lanzamiento, además de eso, Luis Miguel entra a la adultez en definitiva donde su álbum 20 años se consideró el cuarto mejor álbum del artista Mexicano luego de Palabra de Honor 1984 y Hombre Busca una Mujer 1988/Aries 1993 y Toda la Serie de Romance 1991-2001.

## Posicionamiento en listas
| Año  | lista                      | Sencillo                | Puesto |
| ---- | -------------------------- | ----------------------- | ------ |
| 1990 | Billboard Hot Latin Tracks | Entrégate               | 1      |
| 1990 | Billboard Hot Latin Tracks | Tengo Todo Excepto a Ti | 1      |
| 1991 | Billboard Hot Latin Tracks | Amante del Amor         | 4      |

| Año  | Lista            | Sencillo        | Puesto |
| ---- | ---------------- | --------------- | ------ |
| 1990 | UK Singles Chart | Before The Dawn | 94     |

| Año  | Lista                      | Puesto |
| ---- | -------------------------- | ------ |
| 1990 | Billboard Latin Pop Albums | 2      |

## Créditos y personal
- Productor: Juan Carlos Calderón
- Arreglos: Juan Carlos Calderón*, Robbie Buchanan** (básicos) & Jerry Hey*** (metales)
- Batería y Percusión: John Robinson
- Bajo: Dennis Belfield y Neil Stubenhaus
- Guitarra eléctrica: Paul Jackson, Jr.
- Guitarra acústica: Oscar Castro-Neves
- Piano y Sintetizadores: Robbie Buchanan y Juan Carlos Calderón
- Cuerdas: Gina Krontasadt (Sección de cuerdas)
- Metales: Jerry Hey (Sección de metales)
- Coros: Martika, Darlene Koldenhoven, Marlén Landin, KC Porter, José Pezullo, Dan Navarro y Clydene Jackson
- Solo de Trompeta en "Hoy el aire huele a ti": Herb Alpert
- Solo de Saxofón: Dan Higgins
- Programación de música por computadora y diseño de sonido: Philip Cacayorin
- Coordinación general: Ivy Skoff.
- Fotografía: Carlos Somonte
- Masterización: Bernie Grundman
- Grabado y mezclado en Sunset Sound Studios, Hollywood, CA
- Ingeniero de Grabación y Mezcla: Benny Faccone
- Mezcla de "Será que no me amas", "Alguien como tú" y "Cuestión de piel" por: Brad Gilderman.
- Trompeta y fliscorno: Jerry Hey
- Trompeta y fliscorno: Gary Grant
- Trombón: Bill Reichenbach
- Saxofón Tenor y Barítono: Marc Russo
- Saxofón Alto: Dan Higgins
- Herb Alpert aparece por cortesía de A&M Records
- Martika aparece por cortesía de CBS Records
- (*) "Entrégate", "Oro de Ley", "Tengo todo excepto a tí", "Amante del Amor", "Hoy el Aire Huele a tí", "Más Allá de Todo", "Más"
- (**) "Oro de Ley", "Será Que no me Amas", "Cuestión de Piel", "Alguien como tú"
- (***) "Oro de Ley", "Será Que no me Amas", "Cuestión de Piel"

## Lista de canciones
Todas las canciones escritas y compuestas por Juan Carlos Calderón, excepto donde se indique.. 
| 20 años |                                                | |          |  |
| N.º     | Título                                         | Escritor(es) | Duración |  |
| 1.      | «Entrégate»                                    | Juan Carlos Calderón | 4:24     |  |
| 2.      | «Oro de ley»                                   | Juan Carlos Calderón, Luis Gómez-Escolar                                                                                      | 3:59     |  |
| 3.      | «Tengo todo excepto a ti»                      | Juan Carlos Calderón | 4:32     |  |
| 4.      | «Será que no me amas» (Blame It on the Boogie) | Mick G. Jackson-Clark, Dave Jackson-Rich, Elmar Krohn, Hans Kampschroer, Thomas Meyer Adapt: al español: Juan Carlos Calderón | 4:08     |  |
| 5.      | «Amante del amor»                              | Juan Carlos Calderón | 3:22     |  |
| 6.      | «Hoy el aire huele a ti»                       | Juan Carlos Calderón | 3:45     |  |
| 7.      | «Cuestión de piel»                             | Juan Carlos Calderón, Luis Gómez-Escolar                                                                                      | 4:25     |  |
| 8.      | «Más allá de todo»                             | Juan Carlos Calderón | 4:05     |  |
| 9.      | «Alguien como tú» (Somebody in Your Life)      | Diane Warren, Robbie Buchanan Adapt: al español: Luis Ángel Márquez                                                           | 4:19     |  |
| 10.     | «Más»                                          | Juan Carlos Calderón | 3:11     |  |
| 39:55   |                                                | |          |  |

© MCMXC WEA Records S.A.

## Sencillos
- 1990: «Tengo todo excepto a ti» (Con Videoclip)
- 1990: «Entrégate» (Con Videoclip)
- 1990: «Before The Dawn» (solo en Reino Unido)
- 1990: «Amante del amor»
- 1990: «Hoy el aire huele a ti»
- 1990: «Más allá de todo»
- 1990: «Será que no me amas»
- 1991: «Más»
- 1991: «Alguien como tú (Somebody in your life)»